# Matthias Wilhelm von Below

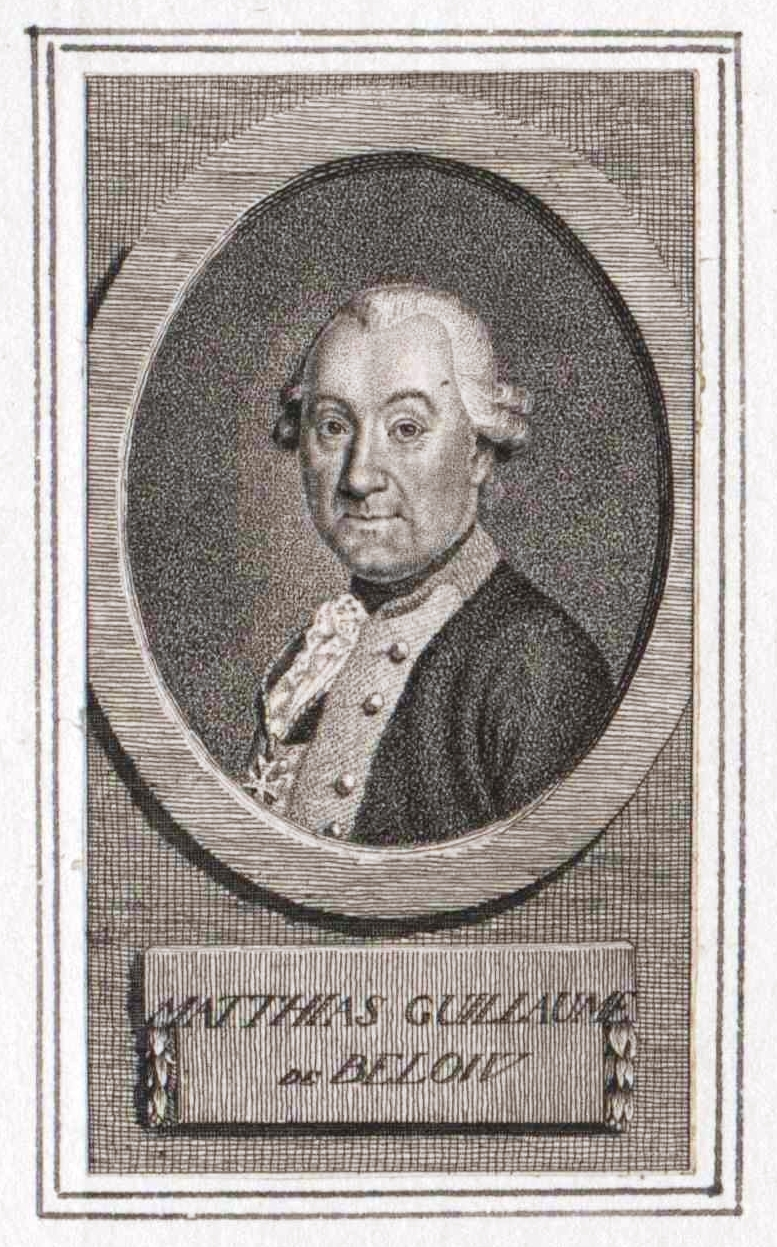
Matthias Wilhelm von Below

Matthias Wilhelm von Below (* 11. April 1722 auf Gut Saleske; † 30. August 1798 in Stettin) war ein preußischer Generalleutnant, Gouverneur der Festung Stettin sowie Ritter des Ordens Pour le Mérite.

## Leben

### Herkunft
Matthias Wilhelm entstammte dem pommerschen Adelsgeschlecht von Below. Er war der Sohn von Franz Jakob von Below (* 25. Dezember 1675; † 24. November 1738), Erbherr auf Gut Saleske in Pommern, und dessen Ehefrau Maria Juliane von Massow († 21. November 1727).

### Militärkarriere
Below war ab August 1735 Kadett in Berlin und wurde 1738 Leibpage bei König Friedrich Wilhelm I. Am 16. April 1740 wurde er dann als Gefreiterkorporal im Infanterieregiment „von der Marwitz“ Nr. 21 der Preußischen Armee angestellt. Während des Feldzuges 1740/42 wurde Below verwundet, geriet in Gefangenschaft und wurde jedoch bald wieder ausgetauscht. Als Fähnrich nahm er am Feldzug 1744/45 teil, wurde im März 1745 Sekondeleutnant und kämpfte bei Hohenfriedberg sowie Kesselsdorf. Außerdem machte er die Belagerung von Prag mit.
Im September 1747 wurde Below Premierleutnant. Das war er auch bei Beginn des Siebenjährigen Krieges 1756. Below kämpfte bei Lobositz, wurde während der Schlacht bei Kolin schwer verwundet, war dann bei Leuthen, Schweidnitz und Hochkirch sowie der Einnahme von Olmütz und Spie-Schanze bei Kolberg dabei. In der Zwischenzeit war Below am 19. Mai 1757 zum Stabskapitän und bereits am 30. August 1757 zum Kapitän befördert worden. Damit verbunden war seine Ernennung zum Kompaniechef im Grenadierbataillon „von Diringshofen“.
Im November 1762 folgte seine Beförderung zum Major sowie die Ernennung zum Chef einer Musketierkompanie im Infanterieregiment „von Hülsen“ Nr. 21. 1765 stieg er zum Kommandeur des II. Bataillons auf. Es folgte am 7. Juli 1772 seine Beförderung zum Oberstleutnant sowie am 2. Juli 1776 zum Oberst. Als solcher wurde er dann am 23. Juni 1777 Regimentskommandeur und führte dieses im Bayerischen Erbfolgekrieg. Bereits 1774 hatte ihn der König mit dem Orden Pour le Mérite ausgezeichnet.
König Friedrich II. ernannte ihn am 13. Juni 1784 zum Chef des Infanterieregiments „von Kalckstein“ Nr. 20 und beförderte ihn knapp drei Monate später zum Generalmajor. Schon im nächsten Jahr bat er um seinen Abschied, der aber nicht gegeben wurde. Stattdessen wurde er vom König am 1. März 1786 zum Generalleutnant befördert und zum Gouverneur von Stettin mit einem jährlichen Gnadengehalt von 1000 Talern ernannt. Er musste jedoch sein Regiment an Dietrich Eugen Philipp von Bornstedt abgeben.
Aufgrund seiner schlechten Gesundheit erhielt Below im Juni 1787 zwei Monate Urlaub nach Bad Polzin. In Würdigung seiner Verdienste verlieh ihm Friedrich Wilhelm III. am 28. Mai 1798 den Großen Roten Adlerorden. Below verstarb drei Monate später unverheiratet in Stettin.